# Tadanari Lee
Tadanari Lee, född 19 december 1985 i Tokyo, Japan, är en japansk fotbollsspelare som spelar för Urawa Red Diamonds.